# Orgullo de Madrid
Las Fiestas del Orgullo de Madrid, conocidas popularmente como el Orgullo LGTB de Madrid y por su acrónimo MADO (Madrid Orgullo), son las fiestas celebradas por el barrio de Chueca, en el centro de Madrid el fin de semana posterior al 28 de junio, Día Internacional del Orgullo LGBTIQ+. Es el evento celebrado por la comunidad LGBTIQ+ con mayor concurrencia de España y de toda Europa. 
El festejo comienza el miércoles por la tarde con el popular pregón en la plaza de Chueca, llevado a cabo por notorios personajes y termina el domingo tras la manifestación y el desfile de carrozas reivindicativo del sábado.
El Orgullo de Madrid ha pasado de ser una pequeña concentración de gente a finales de los años 80 a ser considerada la mayor fiesta de ambiente gay de Europa y una de las más importantes del mundo, solo superada por la ciudad de San Francisco (California), atrayendo a más de un millón y medio de personas cada año, 300 000 turistas extranjeros, y dejando en la capital más de 150 millones de euros en 2015, consagrándose como una de las fiestas más importantes y multitudinarias de toda España.
En 2017 se celebró en Madrid la quinta edición del Orgullo Mundial (WorldPride), el mayor evento LGTB del mundo.

## Historia
Tras los incidentes del 28 de junio de 1969 en el pub neoyorquino Stonewall Inn, muchas ciudades del mundo comenzaron a celebrar manifestaciones multitudinarias de repulsa, pero en España, el régimen franquista dictatorial de la época evitó la entrada de noticias en el país. En 1977 en Barcelona se celebra por primera vez en España una manifestación a favor de los derechos de los homosexuales. Apenas se concentraron 4000 personas, que fueron disueltas por la fuerza.
La primera marcha del orgullo de Madrid fue organizada por el Frente de Liberación Homosexual de Castilla y se realizó el 25 de junio de 1978. Concurrieron alrededor de 7000 personas y la manifestación se desplazó por la avenida Menéndez de Pelayo desde la intersección con la calle O'Donell hasta la plaza de Mariano de Cavia. A partir de entonces, salvo en 1980 y 2020, se celebra el Orgullo en Madrid y la manifestación en sus primeros años salía de la Plaza de Santo Domingo hasta la Puerta del Sol. 
En 1986 se programa un seminario en Chueca sobre homosexualidad que puso la semilla para constituir el Colectivo de Lesbianas, Gays, Transexuales y Bisexuales de Madrid (COGAM). En la época ya comenzaba a ser común que tras la manifestación los participantes volviesen a Chueca a celebrarlo, y la protesta fue cogiendo un carácter festivo, hasta que en 1996 la revista Shangay introdujo en la marcha la primera carroza, con Alaska animando el desfile. A partir de entonces el número de personas fue aumentando. 

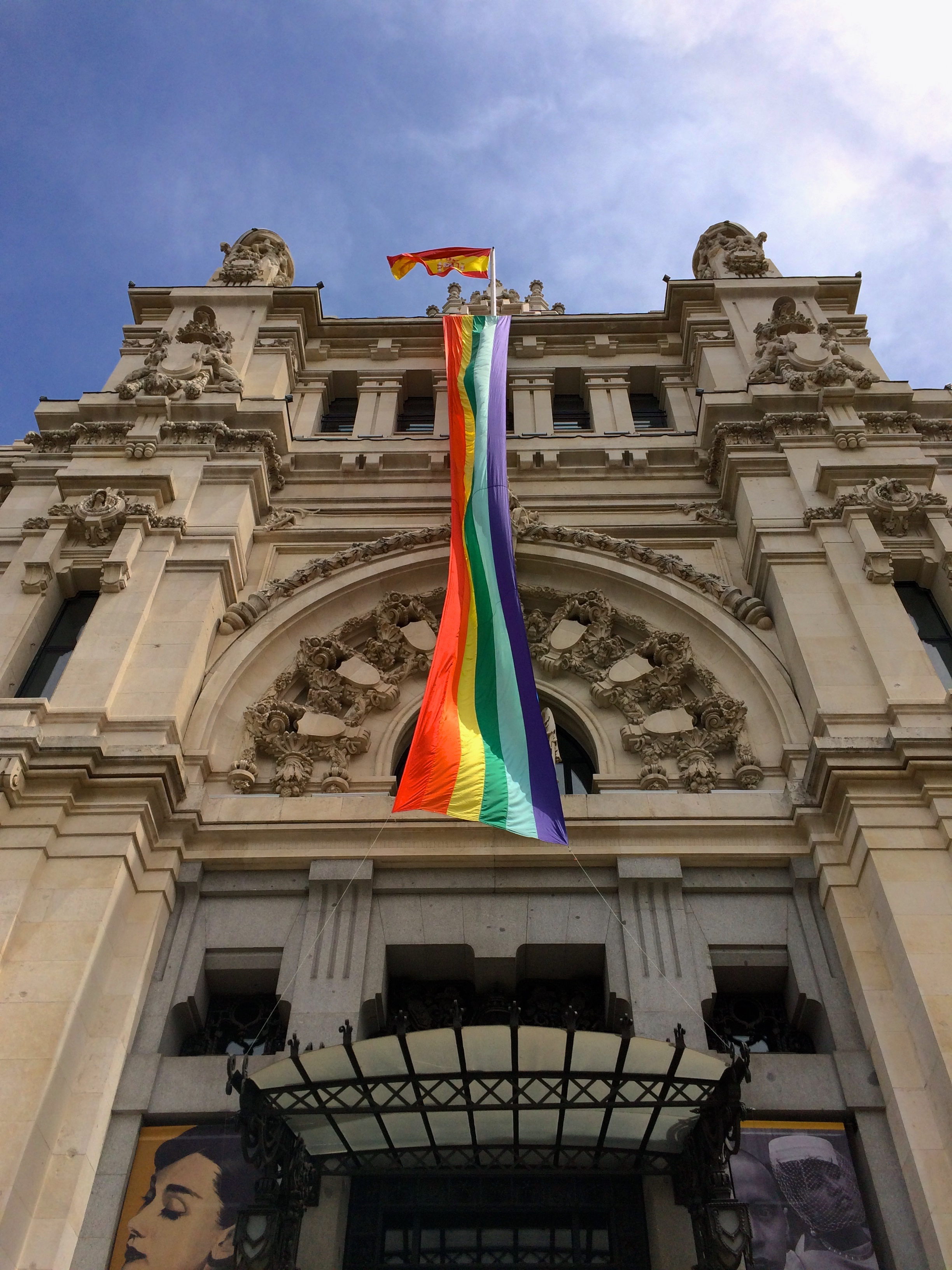
Fachada del Ayuntamiento de Madrid, engalanado para las fiestas del Orgullo en 2015

En el año 2005, con la aprobación del matrimonio igualitario en España, se produjo una explosión de asistencia alcanzando por primera vez los dos millones de personas, y haciendo que en el 2007 Madrid fuera elegida como la capital europea del orgullo celebrando el Europride 2007, al que acudieron más de 2,5 millones de personas de todo el mundo. Desde entonces se ha convertido en una de los eventos LGTBI más multitudinarios del mundo, siendo la ciudad europea con mayor número de asistentes a la marcha del Orgullo, muy por encima de ciudades como Londres o París y solo por detrás de la Marcha del orgullo LGBT de San Francisco
En octubre de 2012 los miembros de InterPride votaron a favor de la celebración de la V Edición del World Pride 2017 a la ciudad de Madrid, desbancando a Berlín y Sídney.
Hasta principios de la década de 2010, los eventos musicales con escenarios se concentraban en el barrio de Chueca, siendo habitual además la instalación de barras para la venta de bebidas por parte de bares y discotecas en la vía pública. Sin embargo, desde 2011, por mandato municipal la fiesta desbordó por primera vez los límites de Chueca, instalándose nuevos escenarios en la Plaza del Callao y la Plaza de España. En 2014 se restringió la instalación de barras en la calle por orden municipal. Se continuó con la expansión de la celebración de eventos por otros lugares de la ciudad, como la Plaza de Soledad Torres Acosta. Esa tendencia se mantuvo bajo los mandatos de la alcaldesa Manuela Carmena, cuando en 2016 se sumaron como escenarios de eventos de las fiestas la Puerta del Sol y la Plaza de la Independencia. El Ayuntamiento declaró las Fiestas del Orgullo como Fiesta de Interés General en julio de 2016.
En 2017, coincidiendo con el Orgullo y el Europride Madrid albergó el mayor evento LGTB del mundo, el WorldPride Madrid 2017 en el que se estima que recibió entre 2,2 y 2,3 millones de personas.
La edición de 2016 se vio envuelta en cierta polémica cuando la organización decidió invitar a todos los partidos políticos con representación parlamentaria en la Asamblea de Madrid, excepto al Partido Popular, por una actitud que consideraban de no compromiso en la defensa de los derechos de la comunidad LGTBI.
Esa situación de polémica se agravó en la edición de 2019 por los insultos y lanzamiento de agua que recibieron durante la manifestación los representantes del partido político Ciudadanos - entre ellos su portavoz en el Congreso de los Diputados, Inés Arrimadas-, que pretendían participar en la marcha. Finalmente, ante las circunstancias se vieron abocados a retirarse del evento. Se trataba de una reacción de parte de los asistentes al hecho de que Ciudadanos alcanzara la Vicealcaladía de Madrid además de algunas concejalías, gracias a los votos del partido Vox, calificado de extrema derecha y que había venido planteando medidas restrictivas de los derechos del colectivo. Además de que el partido naranja no apoyó ninguna de las leyes propuestas en favor del colectivo.

### Lemas
| Año  | Lema                                                                             | Comienzo         | Manifestación    | Final            | Notas | Ref.          |
| ---- | -------------------------------------------------------------------------------- | ---------------- | ---------------- | ---------------- | --- | ------------- |
| 2007 | Ahora Europa. La igualdad es posible                                             | Vie. 22 de junio | Sáb. 30 de junio | Dom. 1 de julio  | Europride | [ 21 ]        |
| 2011 | Salud e igualdad por derecho                                                     | Mié. 29 de junio | Sáb. 2 de julio  | Dom. 3 de julio  | — | [ 22 ]        |
| 2012 | Igualdad sin recortes                                                            | Sáb. 23 de junio | Sáb. 30 de junio | Dom. 1 de julio  | — | [ 23 ]        |
| 2013 | ¡Jóvenes sin armarios!                                                           | Mié. 3 de julio  | Sáb. 6 de julio  | Dom. 7 de julio  | — | [ 24 ]        |
| 2014 | Nos manifestamos por quienes no pueden                                           | Mié. 2 de julio  | Sáb. 5 de julio  | Dom. 6 de julio  | — | [ 25 ]        |
| 2015 | Leyes por la igualdad real, ¡ya!                                                 | Mié. 1 de julio  | Sáb. 4 de julio  | Dom. 5 de julio  | — | [ 26 ] [ 27 ] |
| 2016 | Leyes por la igualdad real, ¡ya! Año de la visibilidad bisexual en la diversidad | Mié. 29 de junio | Sáb. 2 de julio  | Dom. 3 de julio  | — | [ 28 ]        |
| 2017 | Por los derechos LGTBI en todo el mundo                                          | Vie. 23 de junio | Sáb. 1 de julio  | Dom. 2 de julio  | WorldPride | [ 29 ] [ 30 ] |
| 2018 | Conquistando la igualdad, transformando la sociedad                              | Mié. 27 de junio | Sáb. 7 de julio  | Dom. 8 de julio  | — | [ 31 ]        |
| 2019 | Mayores sin armarios: ¡Historia, lucha y memoria!                                | Mié. 28 de junio | Sáb. 6 de julio  | Dom. 7 de julio  | — | [ 32 ]        |
| 2020 | Suspendido por COVID                                                             |                  |                  |                  | — | [ 33 ]        |
| 2021 | Los derechos humanos no se negocian, se legislan¡Ley integral trans ya!          | Lun. 28 de junio | Sáb. 3 de julio  | Dom. 4 de julio  | — | [ 34 ]        |
| 2022 | Frente al odio: Visibilidad, Orgullo y Resiliencia                               | Vie. 1 de julio  | Sáb. 9 de julio  | Dom. 10 de julio | Se retrasa una semana respecto a sus fechas habituales para no coincidir con la Cumbre de la OTAN de Madrid 2022 | [ 36 ]        |

## Actos festivos

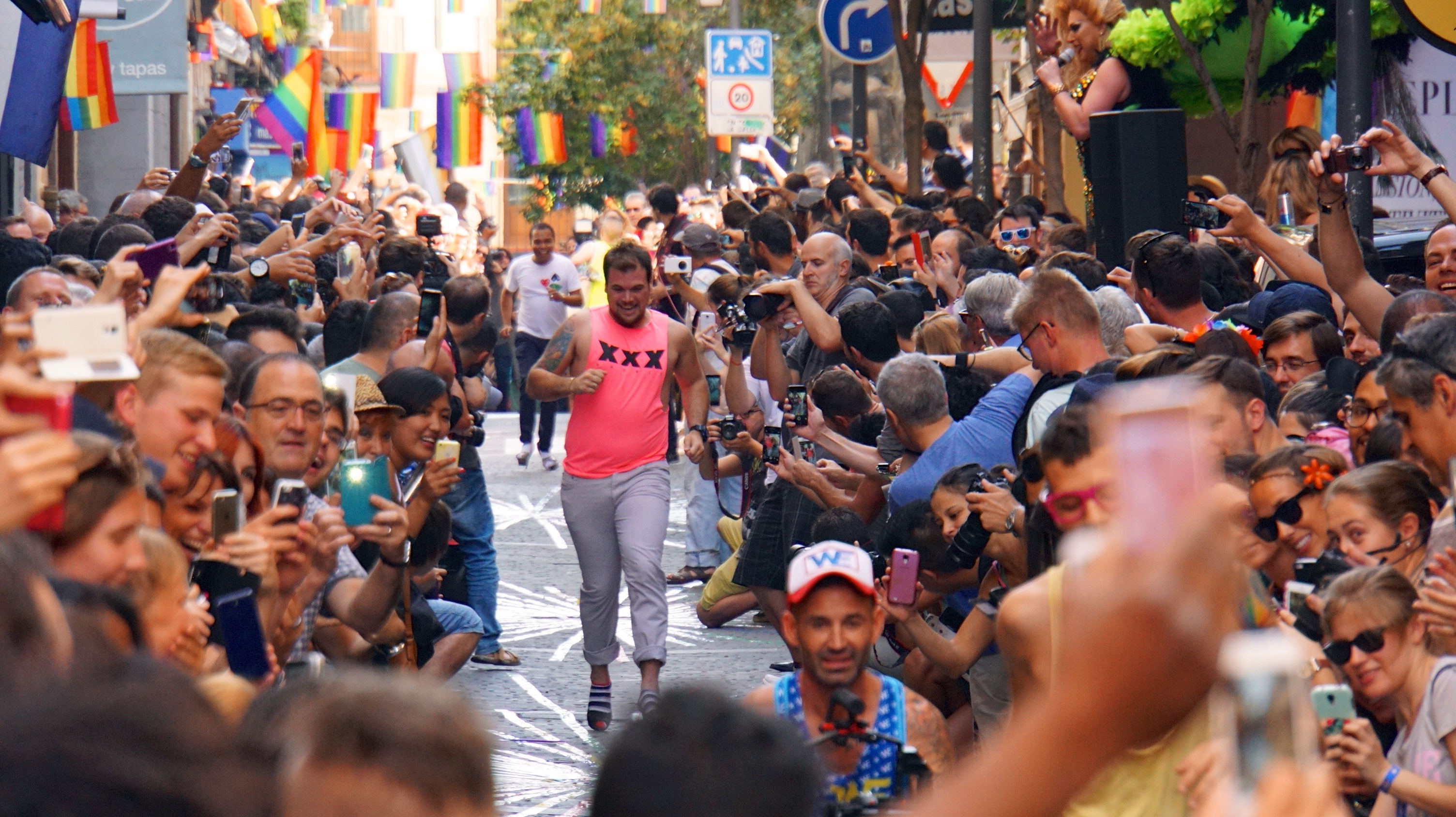
La Tradicional carrera de Tacones

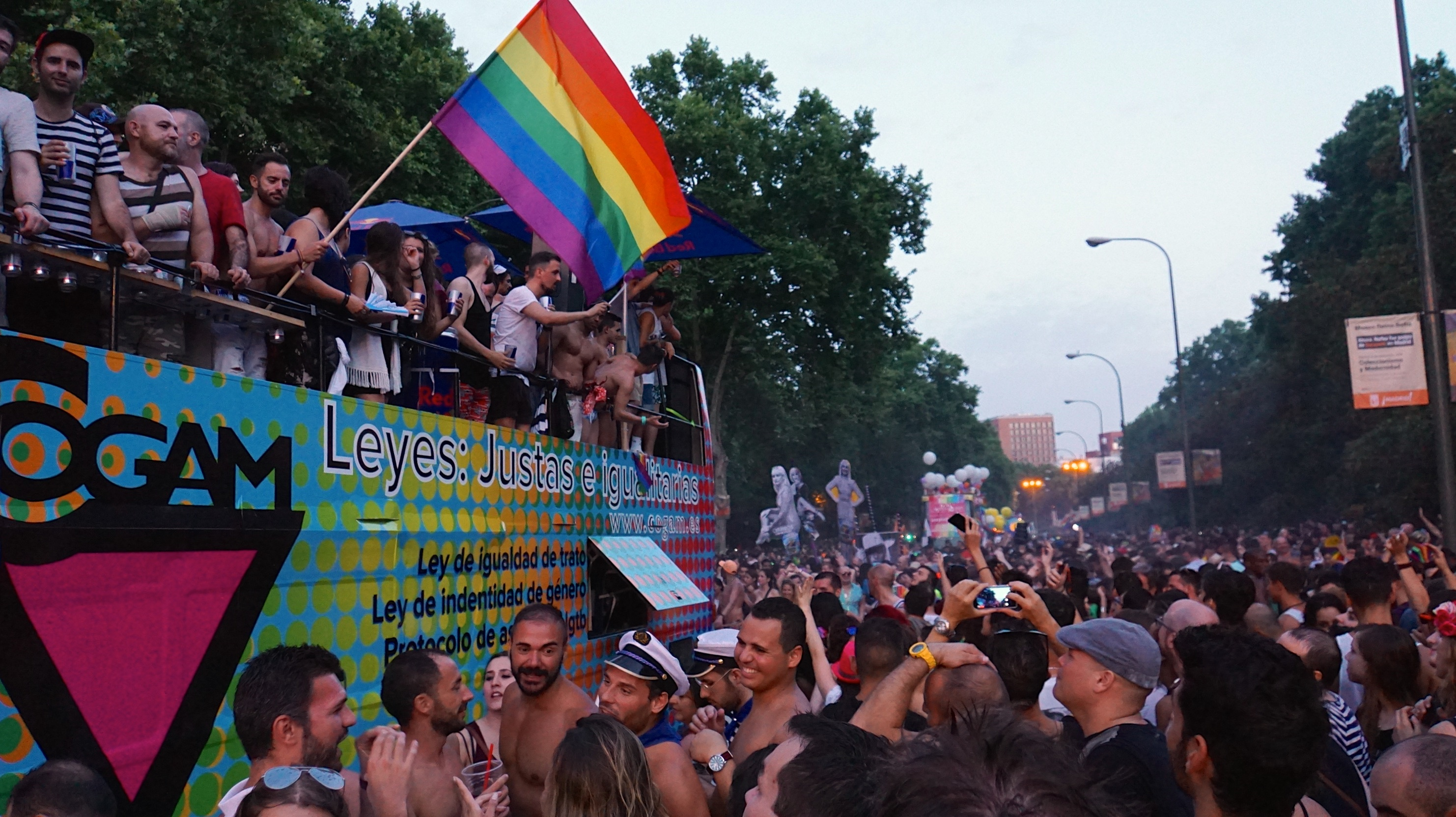
Carroza de COGAM durante el desfile de 2015

Durante la semana del Orgullo, el centro de Madrid se llena de actos y celebraciones.
La fiesta comienza el miércoles por la tarde, con el pregón que hasta 2016 tenía lugar en la Plaza de Chueca y desde ese año en la de Pedro Zerolo; en él se lee un manifiesto reivindicativo por personajes de vida pública, entre los que cabe mencionar:
- Cayetana Guillén Cuervo y Fernando Tejero (2006).
- Marta Sánchez (2007).
- Eva Hache y Hugo Silva (2008).
- Boris Izaguirre y Soraya Arnelas (2009).
- Ana Milán e Imanol Arias (2010).
- El Gran Wyoming (2011).
- Terremoto de Alcorcón y Fernando Tejero (2012).
- Paloma San Basilio (2013).
- Conchita Wurst y Ruth Lorenzo (2014).
- Alejandro Amenábar y Cayetana Guillén Cuervo (2015).
- Sin pregonero en 2016.
- Cayetana Guillén Cuervo, Boris Izaguirre, Topacio, Dulceida, Alejandro Amenábar, Javier Calvo y Javier Ambrossi (Los Javis), Pepón Nieto... (2017)
- Los Javis, Agoney, Víctor Gutiérrez Santiago, Luis Fenero, Javier Raya, Marina Rodríguez, Jedet, Lolita Watson, Mapi León, Lucía Sun, Claret Castell, César Brandon (2018)[37]
- Mónica Naranjo (2019)
- Chanel Terrero (2022)
- Ana Wagener, Omar Banana, Alba Flores, Alex de la Croix, La Dani, Lola Buzón y Carmen Orellana (2023)[38]
- Martin Urrutia, Juanjo Bona, Chiara Oliver y Violeta Hódar (2024)[39]
- Blanca Martínez Rodrigo, Carlos González, Álvaro Jurado y Yenesi (2025)[40]

El jueves ya es célebre la Carrera de tacones, en una de las calles del barrio de Chueca y el viernes la Gala en directo de la elección de Mr. Gay Pride España en la Plaza de Callao, televisada por primera vez en directo por Telemadrid en 2015.
Todos los días en las diferentes plazas del centro de la capital, hay escenarios con música, espectáculos y artistas como Kylie Minogue en 2010, o Dana International en 2016, hasta altas horas de la madrugada.

### Artistas destacados
Han actuado durante las fiestas, entre otros, los siguientes artistas:
- 2017: Conchita Wurst, Loreen, Barei, Olé Olé, Marta Sánchez, Rosa López, Ruth Lorenzo, OBK, La Terremoto de Alcorcón, Melody,Fangoria, Amaral, Camela, Nuria Fergó.
- 2018: Soleá Morente, Eleni Foureira, Ruth Lorenzo, Beatriz Luengo, Lucía Pérez, Karina, Melody,Baccara.
- 2019: Gloria Trevi, La Zowi, Mel C, Marta Sánchez, Rozalén, Soraya Arnelas, Ruth Lorenzo, Azúcar Moreno, Falete, Melody, Natalia Rodríguez, Rebeca Pous.
- 2022: Isabel Pantoja, Soleá Morente, Agoney, Nena Daconte, Villano Antillano, Karol G, Las Ketchup, Belinda, Azúcar Moreno, Conchita Wurst, Dana International, Jamala, WRS, Soraya Arnelas, Verónica Romero, Abraham Mateo, Ricky Merino.
- 2023: Nacha La Macha, Yoly Saa, Paulina Rubio, Paula Cendejas, Rakky Ripper, Ptazeta, Marta Sango, Pastora Soler, Gemeliers, Javi Mota, Tokischa, Vicco.[41]
- 2024: Nebulossa, Nemo, Guaynaa, Samantha Ballentines, María Peláe, Diana Navarro, Merche, Recycled J, Esteman, Sofia Coll, Sharonne, Megara, La Década Prodigiosa, Kei Linch, Gad Yola, Elettra Lamborghini, Jota Carajota.[42]

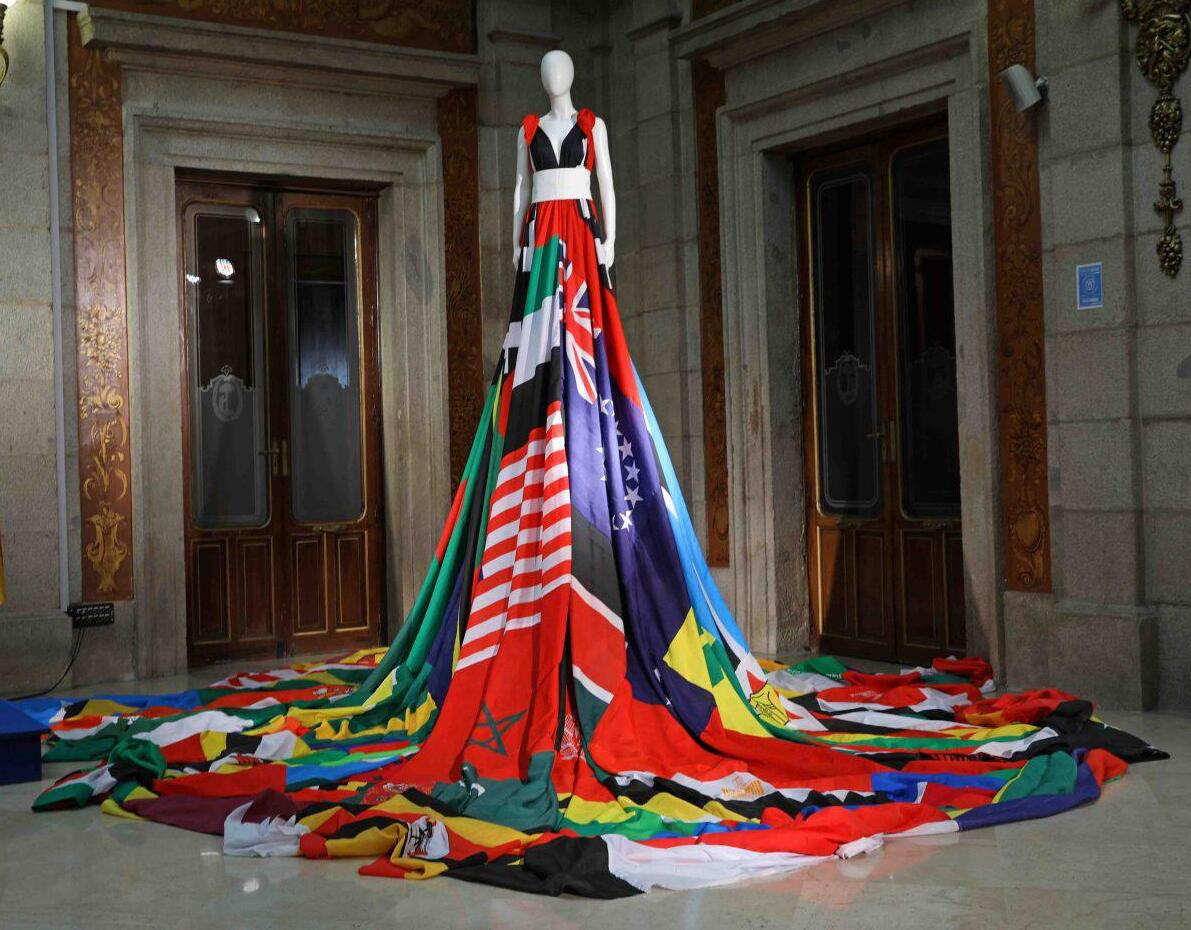
El Amsterdam Rainbow Dress en la Casa de la Villa en 2018

### Exposiciones LGTB
Durante el Orgullo Museos y Galerías participan con una programación especial. Así lo hicieron durante el World Pride 2017 el Museo del Prado, el Museo Thyssen-Bornemisza y el Museo Nacional de Artes Decorativas. En otras ediciones del Orgullo participaron también el Centro de Arte Dos de Mayo, el Museo ABC, el Belénartspace, el Matadero o La Neomudéjar.

## La manifestación

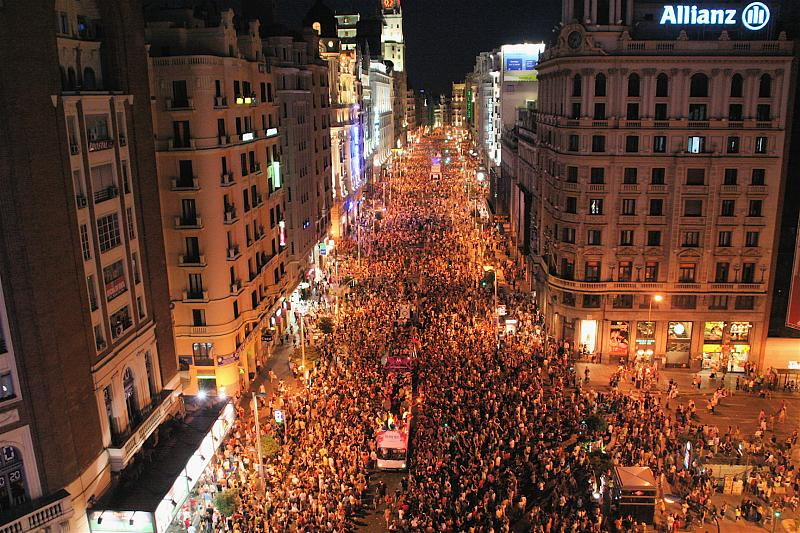
Marcha del Orgullo por la Gran Vía

La Marcha del orgullo LGTB de Madrid es el acto central de la Semana del Orgullo de Madrid y está convocada por COGAM (Colectivo de Lesbianas, Gays, Transexuales y Bisexuales de Madrid) y FELGTB (Federación Estatal de Lesbianas, Gays,  Transexuales y Bisexuales) con un lema diferente cada año. Se celebra el sábado por la tarde durante 5 horas, y a ella acuden más de 1,5 millones de personas cada año.
Desde 1996 además de la manifestación desfilan carrozas y camiones, de diferentes organizaciones, fiestas o partidos políticos dando un carácter festivo a la manifestación.
La manifestación estatal del orgullo de Madrid es la más numerosa de Europa y una de las más famosas del mundo. Desde el año 2013, la manifestación sale de la plaza del Emperador Carlos V, sigue por el Paseo del Prado, plaza de Cibeles, Paseo de Recoletos hasta llegar a la plaza de Colón. Hasta 2012, la marcha pasaba por la Gran Via, pero debido a la gran afluencia de gente tuvo que ser modificado el itinerario por problemas de seguridad.

## Asistentes

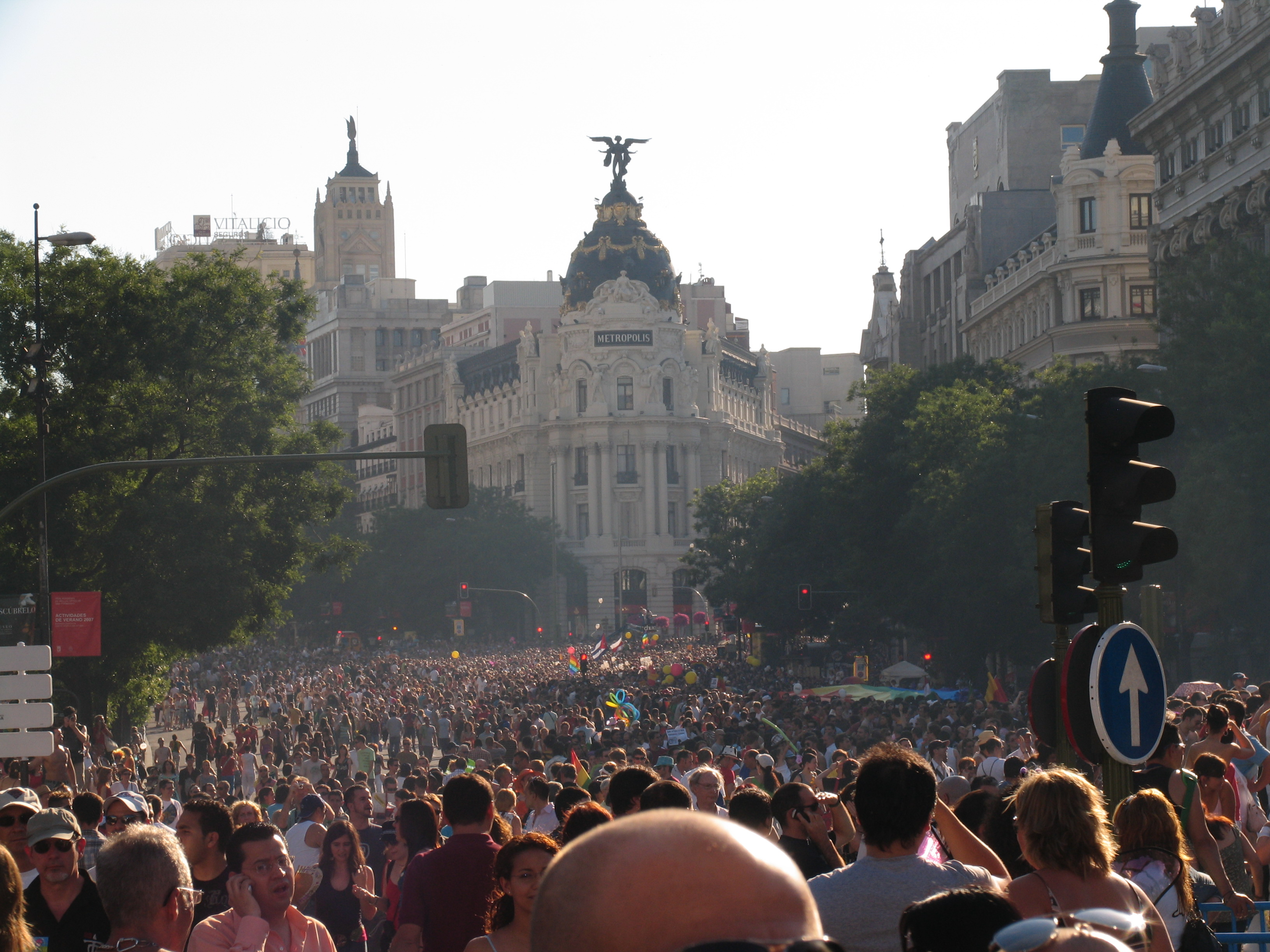
El centro de la capital la Semana de las Fiestas del Orgullo

| Año  | Asistentes totales (cifras de la organización) | Asistentes totales (cifras oficiales) | Asistentes a la manifestación (cifras de la organización) | Asistentes a la manifestación (cifras oficiales) |
| ---- | ---------------------------------------------- | ------------------------------------- | --------------------------------------------------------- | ------------------------------------------------ |
| 1996 |                                                |                                       | 4000                                                      | 2000                                             |
| 1998 |                                                |                                       | 10 000                                                    |                                                  |
| 2003 |                                                |                                       | 1 000 000                                                 |                                                  |
| 2004 |                                                |                                       | 1 000 000                                                 |                                                  |
| 2005 |                                                |                                       |                                                           | 97 000                                           |
| 2007 | 2 300 000                                      |                                       |                                                           |                                                  |
| 2012 |                                                |                                       | 1 200 000                                                 | 700 000                                          |
| 2013 |                                                |                                       | 1 000 000                                                 |                                                  |
| 2014 | 2 000 000                                      |                                       |                                                           |                                                  |
| 2015 |                                                |                                       | 1 000 000                                                 |                                                  |
| 2016 | 1 500 000                                      |                                       | 500 000                                                   |                                                  |
| 2017 | 3 500 000                                      | 2 300 000                             |                                                           | 1 400 000                                        |
| 2018 |                                                |                                       |                                                           | 700 000                                          |
| 2019 |                                                |                                       | 1 600 000                                                 | 400 000                                          |
| 2022 |                                                |                                       | 1 500 000                                                 | 700 000                                          |

## Impacto económico
Se observa un fuerte aumento del gasto durante el evento en la capital. Siendo Chueca donde más se nota el efecto del Orgullo, con el aumento de un 18,2% en 2023 en comparación con el periodo estándar de la semana previa y la posterior, seguido del barrio de Salamanca, con un 14,2%, y de la zona de Argüelles, con un 13,2%. Este repunte que genera el evento es notorio también en zonas lejanas al centro de la ciudad, en parte por ofrecer alojamiento más económico. Durante la celebración en 2023, un 55,6% del gasto provino de los madrileños, aportando los visitantes de fuera de la Comunidad de Madrid el 18,5% y los extranjeros, un 12,3%. Los turistas extranjeros que más gastaron en estas fechas fueron los chinos, los estadounidenses, los mexicanos, los británicos y los franceses.
La ocupación hotelera se situó en el 85% en 2022 y 2023.
En 2023, Turespaña, organismo estatal encargado de la promoción exterior de España, llega a un acuerdo de patrocinio con la organización del evento: "con el objetivo de promocionar la imagen internacional de España como un destino turístico “abierto” y con una diversa oferta de ocio, cultura, gastronomía y comercio para el turista Lgtbiq+".

## Críticas
Diversas asociaciones y movimientos sociales han venido denunciando en los últimos años, en países como España, lo que a su juicio es un vaciamiento de las reivindicaciones de estos colectivos y la «mercantilización» de esta fecha. En este sentido, defienden la celebración de un Orgullo Crítico que no se limite a ser una «fachada comercial».
El formato bajo el que se suelen celebrar las marchas del Orgullo ha sido criticado por algunos activistas LGTB+ al considerarlo una banalización intencionada de un día que originariamente se creó para reivindicar los derechos del colectivo. Desde su punto de vista, al principio tenía un formato de manifestación completamente acorde con la intención de sus organizadores (sobre todo, activistas o simpatizantes del movimiento); sin embargo, a partir de los noventa, con la creciente aceptación de la comunidad homosexual gracias a la trayectoria del activismo, sostienen que ciertos empresarios gais comenzarían a tomar el control de los orgullos para reconducirlos hacia un formato lúdico con poca carga reivindicativa. Algunas voces llegan a tachar de peligroso este contexto, tanto por haber sentado un precedente de capitalización de una lucha social —aducen que en el futuro podría ocurrir algo similar con el 8 de marzo o el 1 de mayo—, así como por trasmitir una sensación de que ya no hay nada por lo que luchar, como si todo se hubiera conseguido. Con esta idea de corte capitalista, pareciera haberse creado una falsa ilusión de libertad y el fin de las opresiones hacia un colectivo que aún sufre el acoso en diversos ámbitos de su vida e incluso la condena en otros países. Por ello, suponen que, además de invisibilizar la situación real del colectivo, este formato de Marcha del Orgullo también invisibilizaría de manera consciente a toda aquella identidad LGTB+ que no se adscribiera a la norma heteropatriarcal, es decir, podría existir una exclusión premeditada de los transgéneros y transexuales, los asexuales, los bisexuales, las lesbianas, los intersexuales, las demás identidades del espectro queer y el hombre homosexual que no sigue los parámetros marcados por el capitalismo rosa (blanco, consumista, adinerado, con un determinado cuerpo según establece la norma, etc.), con el propósito de imponer desde el inicio el modelo cisheteronormativo a gente que cuestiona el sistema de poder y, así, bloquear la posibilidad de tejer una comunidad que obligue a cambiar las reglas creadas por el capitalismo y el patriarcado.
La Plataforma Orgullo Crítico Madrid describió el Orgullo Mundial que tuvo lugar en 2017 en Madrid de la siguiente manera:

Frente al Orgullo Mundial —o World Pride Incorporated, como nos gusta llamarlo— y su «viva la vida», este 2017 no dejamos de juntarnos, para estar más fuertes que nunca. Porque el 28J sigue siendo un día de denuncia, reivindicación y lucha de todas aquellas disidencias de género, sexuales, afectivas y relacionales, seguimos trabajando por un orgullo inclusivo, no mercantilizado, ni mercantilizable, ni consumible. Gritamos para denunciar la utilización capitalista y heteropatriarcal de nuestras disidencias, y cuestionamos un modelo como el de Chueca, donde el dinero y el ocio se venden como referentes de nuestra liberación.

Dado el contexto sociocultural de los países en los que existe un mayor grado de tolerancia hacia los colectivos oprimidos y las minorías, hay corporaciones que deciden lanzar campañas en favor del colectivo LGTB durante la semana del Orgullo o suelen estar presentes en el desfile. Esto puede percibirse por algunos como un escaparate para que las empresas limpien su imagen al apoyar a la comunidad LGTB oportunistamente (pinkwashing) o para que se proclamen discursos homonacionalistas y se promuevan dinámicas de consumo que favorezcan la gentrificación. Otros han podido considerar una estrategia el hecho de mover la fecha de la reivindicación originaria (el 28 de junio) al 1 de julio para obtener mayores ingresos debido a la paga de fin de mes. La mercantilización del Día del Orgullo LGTB se produciría por un interés por parte de los mercados en el hombre homosexual debido al fenómeno DINK (del inglés Double income, no kids 'doble salario y sin hijos'), que tendría lugar cuando una pareja compuesta por dos hombres llegara a acumular más dinero que una pareja de dos mujeres, debido a la brecha salarial y por haber negado a las parejas del mismo sexo la posibilidad de adoptar o criar hijos, algo que, hasta la llegada del matrimonio igualitario, seguía ocurriendo en diversos países. Por este motivo, pudiera ser que algunas empresas vieran al colectivo gay como prometedores consumidores.
Con el auge de las libertades conseguidas por el movimiento LGTB, hay ciertas voces que afirman que, ante una aparente mayor participación de la izquierda política que asume las demandas LGTB como propias, el elemento político presente en la celebración podría convertirse en un instrumento de presión para que los gobiernos se vieran obligados a legislar en favor del colectivo.
Algunos sectores llegan a rechazar la noción de «orgullo LGTB», pues perciben un énfasis excesivo en la orientación sexual que no consideran importante y una falta de discreción o modestia, lo que eventualmente podría perjudicar, según su criterio, a la moral pública, a las creencias religiosas o incluso a los propios homosexuales, al mostrar estereotipos o hacer demasiada exhibición de sus derechos logrados. En cambio, proponen evitar un activismo «estridente», con el fin de incorporar más fácilmente el discurso por la igualdad del colectivo a las ideas comunes que marca la opinión pública. Otros críticos ven en la noción de «orgullo» un desprecio hacia la identidad de cada individuo, pues opinan que cada persona debe vivir su orientación sexoafectiva sin necesidad de identificarse con un estereotipo determinado.